# Alpfältblomfluga
Alpfältblomfluga (Eupeodes tirolensis) är en tvåvingeart som först beskrevs av Dusek och Laska 1973.  Alpfältblomfluga ingår i släktet fältblomflugor, och familjen blomflugor.
Artens utbredningsområde är Österrike. Enligt den finländska rödlistan är arten otillräckligt studerad i Finland. Arten har ej påträffats i Sverige. Artens livsmiljö är fjällbjörkskogar. Inga underarter finns listade i Catalogue of Life.